# Dicliptera undulata
Dicliptera undulata är en akantusväxtart som först beskrevs av Vahl, och fick sitt nu gällande namn av Saravanam Karthikeyan och Moorthy. Dicliptera undulata ingår i släktet Dicliptera och familjen akantusväxter. Inga underarter finns listade i Catalogue of Life.